# Сенегамбийски каменни кръгове
Сенегамбийските каменни кръгове са мегалити и по-малки скални късове, разположени в кръгове на обширна територия от приблизително площ от 30 000 km² между реките Гамбия и Салоум, в Гамбия и Сенегал.
Запазени са 93 кръгови конфигурации, в четири големи групи – Сине Нгаеме (52), Уанар (21), Уасу (11) и Кербач (9). Диаметрите им са между 4 и 6 м., а отделни каменни елементи достигат тегла от порядъка на 2 – 3 т. като на височина варират от 75 см до 3 м.
На цвят камъните са червени, някои са квадратни, други изтъняват на върха други пък са кухи отгоре. Датировката на кръговете е предполагаемо от III в. пр. н. до XVI в. В кръговете са намерени гробове, с кости, копия, стрели и други.
Във всеки кръг има между десет и двадесет и четири камъка. Върху тях хората продължават да оставят зеленчуци, свещи и пари. Носят се слухове, че някои светят нощно време.
През 2000 г. е издигнат нов музей (Уасу) в близост го каменните кръгове.